# دیمو
دیمو، روستایی است از توابع بخش مرزن‌آباد شهرستان چالوس در استان مازندران ایران.

## جمعیت
این روستا در دهستان بیرون‌بشم قرار دارد و براساس سرشماری مرکز آمار ایران در سال ۱۳۸۵، جمعیت آن ۹۱ نفر (۲۹خانوار) بوده‌است. مردم دیمو از قومیت طبری هستند. مردم دیمو به زبان طبری (مازندرانی) با گویش چالوسی سخن می‌گویند.